# التولفة بين الموجات الكهرومغناطيسية والجسيمات
الموجة الكهرومغناطيسية هي نموذج يستخدم لتمثيل الإشعاع الكهرومغناطيسي.
لكن يجب التفرقة بين الإشعاع الكهرومغناطيسي وهو الظاهرة التي يراد دراستها والموجة الكهرومغناطيسية وهي إحدى تمثيلات الإشعاع الكهرومغناطيسي، كما يوجد تمثيل آخر كمي يأخذ بعين الاعتبار الجسيمات ويبرز وجود الفوتون.
الموجة الضوئية هو عبارة عن موجة كهرمغنطيسية لها طول موجي يقابل الطيف المرئي، أي تقريبًا بين الأطوال الموجية 400 و 800 نانومتر، والتي تقابل طاقات الفوتون من 1.5 إلى 3 إلكترون فولت.

## لمحة تاريخية
النظرية الموجية للضوء تم تطويرها بشكل رئيسي من قبل كريستيان هوغنس خلال سنوات 1670، ثم من قبل أوغستان-جان فرينل، وقد عارضت هذه النظرية نظرية الجسيمات الضوئية، التي دافع عنها اسحق نيوتن. كما عمل كريستيان هوغنس أساسا على قوانين الانعكاس والانكسار، ووضع أوغستان-جان فرينل مفاهيم تداخل الموجات والطول الموجي. إن تصميم الضوء كموجة مكّن الفيزيائيين من تخيل وسيلة انتشار، الأثير.
إن التقدم النظري العملاق تمثل في تأليف القوانين الكهرومغناطيسية من قبل جيمس كلارك ماكسويل، وقد مكّنت معادلات ماكسويل من توقع وجود موجات كهرومغناطيسية، وسرعة الضوء، وبالتالي سمح بفرضية أن الضوء هو موجة كهرمغنطيسية.
وقد تم اكتشاف موجات الراديو، ذات التردد المنخفض والطول الموجي الطويل، في نهاية القرن التاسع عشر مع أعمال ألكساندر بوبوف وهاينريش هيرتز وإدوارد برانلي ونيكولا تيسلا. كما تم اكتشاف الأشعة السينية، ذات التردد العالي والطول الموجي المنخفض، من قبل فيلهلم كونراد رونتغن في عام 1895. ثم تم حل مشكلة إشعاع الجسم الأسود من قبل ماكس بلانك في عام 1901، عن طريق إدخال ثابت بلانك والانقطاعات التي أوضحها ألبرت آينشتاين في عام 1905، في عمله على التأثير الكهروضوئي، من خلال اقتراح وجود كمات الطاقة. هذه كمات أوالكوانتا هي أساس الفرضية لنموذج الفوتون، وهو توليفة بين الطرق الموجية والجسيمية للضوء، مما يعطي فكرة تعميم لكل المادة: ميكانيكا الكم.

## الوصف
الموجات الكهرومغناطيسية (اضطرابات المجالات الكهربائية والمغناطيسية) هي نتيجة لتسارع جسيمات مشحونة متسارعة.
الموجة الكهرومغناطيسية كجميع الموجات يمكن تحليلها باستخدام التحليل الطيفي؛ كما يمكن أن تحلل الموجة إلى ما يسمى بالموجات «أحادية اللون» (انظر أيضًا طيف الموجة المستوية).
الموجة الكهرومغناطيسية الأحادية اللون يمكن تمثيلها بواسطة ثنائي القطب الكهربائي المهتزّ، وهذا النموذج يعكس على نحو مناسب، على سبيل المثال، ذبذبات سحابة الإلكترونات في ذرة الناتجة عن تبعثر ريليه (نموذج الإلكترون المرتبط).
اختلافات المجالات الكهربائية والمغناطيسية مرتبطة في معادلات ماكسويل، وبالتالي يمكننا أن نمثل الموجة من خلال واحد فقط من هذه المجالات، وبشكل عام الحقل الكهربائي.عندئذ يمكن كتابة المعادلة العامة لموجة مستوية أحادية اللون:
{\displaystyle {\vec {E}}({\vec {r}},t)=\cos(\omega t-{\vec {k}}\cdot {\vec {r}}+\varphi )\cdot {\vec {E}}_{0}} حيث
- {\displaystyle \omega } هي النبض وتساوي {\displaystyle {\frac {2\pi c}{\lambda }}}،

موجة يتغير فيها المجال الكهربي والمجال مغناطيسي متعامدان وتنتشر الموجة في الاتجاه العمودي على المستوي الذي يتغير فيه المجالان

- {\displaystyle {\vec {r}}} هو الشعاع الرياضي لموضع النقطة المعيّنة،
- {\displaystyle {\vec {k}}} هو الشعاع الرياضي للموجة حيث قياسه {\displaystyle {\frac {2\pi }{\lambda }}}،
- {\displaystyle \lambda } هي طول الموجة،
- {\displaystyle \varphi } هو طور موجة.

ونستعمل أيضا الصيغة المركبة : {\displaystyle {\vec {E}}({\vec {r}},t)=e^{i\cdot (\omega t-{\vec {k}}\cdot {\vec {r}}+\varphi )}\cdot {\vec {E}}_{0}}

## الخصائص

### أ‌. الاستقطاب
الاستقطاب يشمل الاتجاه واتساع المجال الكهربائي. وعندما يدور المجال الكهربائي حول محوره بشكل عشوائي وغير متوقع مع مرور الوقت نحصل على موجة غير مستقطبة أو طبيعية. أما استقطاب الموجة يؤدي إلى إعطاء مسار محدد للحقل الكهربائي. ولذلك نجد عدة أنواع من الاستقطاب:
- الاستقطاب الخطي عند البقاء في نفس المستوى دائمًا.
- الاستقطاب الدائري، يدور الحقل الكهربائي حول محوره لتشكيل دائرة.
- الاستقطاب الإهليلجي، يتحول الحقل الكهربائي حول محوره ويغير السعة لتشكيل إهليلج.

### ب‌. السلوك الموجي
الانتشار: في وسط متجانس وله توحد الخواص، تنتشر الموجة الكهرومغناطيسية في خط مستقيم. أما عندما تواجه عقبة نحصل على حيود. وعندما يكون هناك تغيير في الوسط نحصل على انعكاس وانكسار، ونحصل أيضا على انكسار إذا تغيرت خصائص الوسط (عدم التجانس). انظر أيضا مبدأ هيجينز فريسنل.
انعكاس: أثناء تغيير وسط الانتشار، يعود جزء من الموجة الكهرومغناطيسية إلى الوسط الأصلي هو الانعكاس. إن أفضل حالات الانعكاس المعروفة هي المرآة، ولكنها تتعلق أيضاً بالأشعة السينية (مرايا الأشعة السينية) والموجات الراديوية: الانعكاس على الأيونوسفير لموجات ميغاهيرتز، الهوائي المكافئ، الانعكاس على القمر.
الانكسار: أثناء تغيير وسط الانتشار، إذا كان الوسيط الثاني شفافًا للموجة، فإنه ينتشر من خلال اتجاه مختلف. هذا يتعلق بالضوء (عدسة (بصريات)، سراب)، ولكن يحصل هذا أيضا لموجات الراديو (انكسار HF في الأيونوسفير).
التشتت: عندما تتصادم موجة مع ذرة فإنها تغير اتجاهها وتنتشر. نجد عدة أنواع من التشتت، وهو تشتت رايلي المعروف باسم الانتشار الإلكتروني والذي لا تغيّر فيه الموجة طولها الموجي، وتشتت رامان وهو الانتشار الإلكتروني مع انخفاض أو زيادة الطول الموجي، وتشتت كومبتون في حالة تشتت الأشعة السينية على ذرات خفيفة حيث يزداد طول الموجة.
التداخل: مثل جميع الموجات، يمكن أن تتداخل الموجات الكهرومغناطيسية. في حالة الاتصالات الراديوية مما يتسبب هذا في تداخل الإشارات (انظر أيضاً نسبة الإشارة على الضوضاء).
الحيود: يسمى تداخل الموجات المبعثرة الحيود، ويتم دراستعا في الانعراج من خلال شق، شقوق يونغ، مقضب الحيود، علم البلورات بالأشعة السينية، الفضاء المتبادل.
تدفق الطاقة: يتم إعطاء تدفق الطاقة عبر سطح معين بواسطة تدفق سهم التوجيه جون هنري بوينتنج.

### ج. الإزدواجية موجات - جسيمات
نظرية الموجات الكهرومغناطيسية تكمّل نظرية الفوتون. في الواقع، توفر الموجة وصفًا أكثر صلة للإشعاع بالنسبة للترددات المنخفضة (مثل الأطوال الموجية الطويلة) مثل موجات الراديو.
تمثل الموجات الكهرومغناطيسية أمرين:
- التغيّرات العيانية للمجال الكهربائي والمجال المغنطيسي؛
- الدالة الرياضية لموجة الفوتون، أي التربيع القياسي للموجة هو احتمال وجود فوتون.

عندما يكون تدفق الطاقة كبيرًا أمام طاقة الفوتونات، يمكننا أن نعتبر أن لدينا تدفقًا شبه مستمر للفوتونات، وتتداخل المفكرتان. لم يعد هذا صحيحًا عندما كان تدفق الطاقة منخفضًا (نرسل الفوتونات واحدًا تلو الآخر)، ففكرة «التباين العياني» (المتوسط) لم تعد منطقية بعد الآن.
يتم إعطاء تدفق الطاقة عن طريق سهم التوجيه بوينتنج. يحمل كل فوتون «كمية» محددة من الطاقة تساوي E = h • ν ، حيث h هي ثابت بلانك و ν التردد. ومن الممكن بالتالي حساب تدفق الفوتونات عبر السطح.

## وصلات خارجية
```
Electromagnetism
 - Electromagnetisme pdf télécharger (de Richard Taillet)
```